# Estação Mandim

A Estação Mandim é parte do Metro do Porto.